# Kamel-Maler
Kamel-Maler ist der Notname eines schwarzfigurigen Vasenmalers aus der zweiten Hälfte des 6. Jahrhunderts v. Chr.
Unklar ist, ob er ein attischer oder böotischer Vasenmaler war. Lange Zeit hielt man ihn für attisch, zuletzt wird in der Forschung eher dazu tendiert, ihn in Böotien zu verorten. Seinen Notnamen erhielt er aufgrund der Darstellung eines Kamels.